# Aviculopectinidae
Aviculopectinidae zijn een uitgestorven familie van tweekleppigen uit de orde Pectinida.